# Changfeng (sockenhuvudort i Kina, Hubei Sheng, lat 30,61, long 114,21)
Changfeng är en sockenhuvudort i Kina. Den ligger i provinsen Hubei, i den centrala delen av landet, nära eller i provinshuvudstaden Wuhan. Antalet invånare är 179 152. Befolkningen består av 86 797 kvinnor och 92 355 män. Barn under 15 år utgör 7,0 %, vuxna 15-64 år 90 %, och äldre över 65 år 2,0 %.
Runt Changfeng är det mycket tätbefolkat, med 1 095 invånare per kvadratkilometer. Närmaste större samhälle är Wuhan, 6,2 km öster om Changfeng. Runt Changfeng är det i huvudsak tätbebyggt.
Genomsnittlig årsnederbörd är 1 631 millimeter. Den regnigaste månaden är juli, med i genomsnitt 255 mm nederbörd, och den torraste är december, med 20 mm nederbörd.